# Han Myung-sook
Dans ce nom coréen, le nom de famille, Han, précède le nom personnel.
Han Myung-sook est une femme d'État sud-coréenne née le 24 mars 1944 à Pyongyang, installée en Corée du Sud avec ses parents pendant la guerre de Corée. Elle a été Première ministre de Corée du Sud du 19 avril 2006 au 7 mars 2007, et préside le Parti démocrate unifié (PDU), principale force d'opposition, depuis le 15 janvier 2012.  

## Biographie
Han suit des études à l'université d'Ehwa et y obtient un diplôme en littérature française, voulant alors devenir écrivain. Militante féministe et chrétienne, elle participe au combat contre la dictature militaire du général Park Chung-hee dans les années 1970. Arrêtée et torturée, elle est emprisonnée en 1979 pendant deux ans, jusqu'en 1981, pour avoir diffusé auprès des ouvriers sud-coréens des écrits jugés subversifs. Son mari, le professeur Park Jung-sun, opposant au régime militaire, a également été emprisonné pendant treize ans, après avoir été accusé de trahison pour son appartenance au Parti révolutionnaire pour la réunification.
Elle a créé en 1987 la KWAU (Korea Women's Association United) qui fédère une vingtaine d'associations féministes. Elle est également cofondatrice de KOWIN (Korea Women's International Network).
Elle devient membre du Parti démocratique du millénaire puis du parti Uri du président Roh Moo-hyun et est élue députée à deux reprises sous cette étiquette, en 2000 et 2004.  
En 2001 Mme Han est nommée ministre de l'Égalité des chances et de la Famille, puis à partir de 2003, ministre de l'Environnement.
Han est à l'origine de plusieurs lois sur la protection des femmes, relatives respectivement à l'égalité pour l'emploi entre les femmes et les hommes, au congé de maternité et à la protection contre les violences sexuelles.
En 2004, elle a appuyé, sans succès - en raison de l'opposition conservatrice du Grand parti national -, l'abolition de la Loi de sécurité nationale qui a servi à la répression des opposants pendant le régime militaire, au nom de la lutte contre la « subversion communiste ». La loi de sécurité nationale interdit toujours aux Sud-Coréens les contacts avec leurs compatriotes de Corée du Nord. 
Le 15 mars 2006, le Premier ministre Lee Hae-chan est contraint à la démission et remplacé à titre intérimaire par Han Duck-soo. Le 24 mars, le président Roh propose la candidature de Han au poste de Premier ministre. Han devient la première Première ministre de la Corée du Sud le 19 avril 2006 après une confirmation du parlement plus facile que prévu avec 182 voix pour et 77 contre sur 264 députés présents (le parlement sud-coréen ou Gukhoe comptant 299 membres).
Mme Han a effectué une visite en France en juin 2006. Dans un entretien à Infomag, revue de la Chambre européenne de commerce en Corée, elle a exprimé son souhait d'une plus grande implication de l'Union européenne dans les évolutions en cours en Corée du Nord.
Le 7 mars 2007, dans un contexte de crise interne au Parti Uri qui ne recueillerait plus que 10 % des voix en cas d'élections générales, Mme Han a offert sa démission au président Roh et le vice-Premier ministre Kwon O-kyu est devenu Premier ministre par intérim.
Elle se présente à la primaire organisée par le Nouveau parti démocratique uni (NPDU, nom pris par le Parti Uri après l'absorption de plusieurs petites formations libérales) en octobre 2007 pour l'élection présidentielle du 19 décembre suivant. Elle se retire finalement avant terme et finit par soutenir l'ancien président du Parti Uri, Chung Dong-young, qui obtient l'investiture. Ce dernier est battu par le candidat du Grand parti national, Lee Myung-bak. Elle participe ensuite à la création le 17 février 2008 du Parti démocratique uni (PDU) par la réunion du NPDU et de l'ancien Parti démocratique (nom à partir de 2005 du Parti démocratique du millénaire). Ce mouvement prend le nom de Parti démocratique (PD) le 6 juillet 2008.     
Aux élections législatives du 9 avril 2008, elle perd son siège de député au profit d'un candidat du Grand parti national. Candidat à la mairie de Séoul en 2010, elle est battue de peu par le maire sortant du GPN Oh Se-hoon.  
Lors du premier congrès du Parti démocrate unifié (PDU, fondé par la fusion du PD, de la Fédération des syndicats coréens et du Parti d'union des citoyens créé une semaine plus tôt par d'anciens fidèles de Roh Moo-hyun) le 15 janvier 2012, elle est élue à la présidence du conseil suprême du mouvement par 24 % des suffrages face à l'acteur Moon Sung-keun.
Après la défaite de son parti aux élections législatives sud-coréennes de 2012, elle démissionne de son poste à la tête du premier parti d'opposition.
Elle est emprisonnée à partir de 2015 pour avoir reçu 880 millions de wons de financement illégal de la part d'un homme d'affaires pour financer sa candidature à l'investiture de son parti pour l'élection présidentielle. Elle nie toute faute et accuse le gouvernement conservateur de Park Geun-Hye d'utiliser le parquet pour ternir sa réputation. Elle est finalement libérée en 2017, après la destitution de Park Geun-Hye.
Des poursuites judiciaires contre les procureurs chargés de l’enquête sur Han Myung-sook sont évoquées en 2020 à la suite de révélations concernant de possibles manipulations de témoins visant à faire condamner l'ancienne première ministre sur la base de faux témoignages. L’établissement de dossiers par le parquet ainsi que par les services de renseignements afin de compromettre un adversaire est une pratique courante la vie politique sud-coréenne.